# Gortyna reducta
Gortyna reducta là một loài bướm đêm trong họ Noctuidae.